# 13 octobre
Pour les articles homonymes, voir Treize-Octobre.
13 septembre 13 novembre
Chronologies thématiques
- Croisades
- Ferroviaires
- Sports
- Disney
- Anarchisme
- Catholicisme

Abréviations / Voir aussi
- (° 1852) = né en 1852
- († 1885) = mort en 1885
- a.s. = calendrier julien
- n.s. = calendrier grégorien
- Calendrier
- Calendrier perpétuel
- Liste de calendriers
- Naissances du jour

Le 13 octobre est le 286e jour de l'année du calendrier grégorien, 287e lorsqu'elle est bissextile (il en reste ensuite 79).
C'était généralement l'équivalent du 22 vendémiaire du calendrier républicain français, officiellement dénommé jour de la pêche (le fruit).

## Événements

### Iersiècle
- 54 : Néron accède au trône impérial romain du fait du décès de son prédécesseur Claude.

### XIVesiècle
- 1307 : arrestation de tous les Templiers en France.
- 1332 : Rinchinbal Khan devient khagan des Mongols et empereur de la dynastie Yuan, pour un règne de 53 jours.

### XVIesiècle
- 1515 : Signature du traité de Viterbe, entre le pape Léon X et le Roi de France François Ier.
- 1534 : élection au pontificat de Paul III.

### XVIIIesiècle
- 1775 : création de l’United States Navy.

### XIXesiècle
- 1837 : prise de Constantine.

### XXesiècle
- 1923 : en Allemagne, vote des pouvoirs étendus pour le chancelier Gustav Stresemann.
- 1946 : adoption par référendum de la Constitution de la Quatrième République, en France, Constitution qui sera promulguée le 27 octobre suivant.
- 1956 : résolution 118 du Conseil de sécurité des Nations unies, sur les exigences quant au règlement de l'affaire de Suez.
- 1961 : assassinat du prince Louis Rwagasore, homme politique qui fut Premier ministre du Burundi, quelques mois avant que le pays n'obtienne l'indépendance.
- 1977 : le vol Lufthansa 181 est détourné par quatre pirates de l'air se réclamant du Front populaire de libération de la Palestine.
- 1990 : fin de la guerre du Liban.
- 1992 : entrée en fonction de Leonid Koutchma comme Premier ministre d'Ukraine.

### XXIesiècle
- 2006 : naissance de l'État islamique (organisation terroriste) en Irak.
- 2016 : mort du roi de Thaïlande Rama IX, plus ancien chef d'État en exercice, après un règne de 70 ans, 4 mois, et 4 jours.
- 2018 : 
  - en Côte d'Ivoire, élections municipales et régionales ;
  - en Tchéquie, 2e jour du second tour des élections sénatoriales.
- 2019 :
  - en Pologne, les élections parlementaires ont lieu, pour renouveler les deux chambres du Parlement polonais, la Diète (en polonais : Sejm) et le Sénat ;
  - en Tunisie, au second tour de l'élection présidentielle, la victoire de Kaïs Saïed est confirmée. Il remporte le suffrage avec 72,71 % des voix[1].
- 2022 :
  - en Irak, le parlement élit Abdel Latif Rachid (photo) président de la République après huit mois de crise politique[2] ;
  - en Syrie, Hayat Tahrir al-Cham s'empare de la ville d'Afrine, après des combats entre les groupes rebelles de l'Armée nationale[3] ;
  - au Vanuatu, les élections législatives sont organisées afin de renouveler pour quatre ans les cinquante-deux sièges du Parlement[4].
- 2023 : attentat au couteau dans le lycée Gambetta d’Arras par un lycéen d'origine tchétchène.
- 2024 : en Lituanie, le 1er tour des élections législatives a lieu afin de renouveler pour quatre ans les membres du parlement, le Seimas. Le parti social-démocrate arrive en tête[5].

## Arts, culture et religion
- 1890 : création de Macbeth, op. 23, poème symphonique de Richard Strauss, à Weimar.
- 1917 : 6e et dernière des apparitions mariales de Fátima, avec le phénomène astronomique appelé le miracle du soleil.
- 1930 : reconnaissance officielle, par l'Église catholique, des apparitions mariales de Fátima.
- 1973 : 3e et dernière des apparitions mariales d'Akita, au Japon.
- 1985 : concert des au moins 80 « Chanteurs sans frontières » francophones bénévoles pour l'Éthiopie en famine, à La Courneuve au nord de Paris sous l'égide du chanteur Renaud en présence de 15 000 spectateurs[6].
- 1988 : Naguib Mahfouz reçoit le prix Nobel de littérature.
- 1994 : Kenzaburō Ōe reçoit le prix Nobel de littérature.
- 2006 : le pape Benoît XVI reçoit le quatorzième dalaï-lama, chef spirituel bouddhiste en exil du Tibet, dans le cadre d’une « rencontre privée, de courtoisie, aux contenus religieux ».
- 2016 : Bob Dylan reçoit le prix Nobel de littérature.
- 2019 : canonisation du bienheureux cardinal John Henry Newman par le pape François.

## Sciences et techniques
- 2023 : La mission Psyche de la NASA est lancée pour explorer l’astéroïde 16 Psyche, riche en métaux[7].

## Économie et société
Dans le monde, le 13 octobre est la Journée internationale pour la réduction des risques de catastrophes, dédiée à promouvoir, diffuser et entretenir la culture du risque, de la prévention et de la résilience, lancée par les Nations-Unies.
En France, depuis le début des années 2020, chaque 13 octobre est « Journée nationale de la résilience ». Cette initiative gouvernementale française, portée par le ministère de la Transition écologique, le ministère de l'Intérieur et le ministère des Outre-mer, se décline dans l'Hexagone et en outre-mer, visant à sensibiliser la population (élus, collectivités, associations, écoles, experts et citoyens, pour améliorer la résilience individuelle et collective face aux crises). 
Cet évènement annuel, accompagné par le Bureau de recherches géologiques et minières, sensibilise aux risques naturels et induits par le dérèglement climatique anthropique, ainsi qu'aux risques technologiques ; il promeut les bonnes pratiques de gestion de crise en cas de catastrophe. En 2024, à l'occasion de la troisième édition, plus de 11 000 actions de sensibilisation ont été organisées dans le pays. Un appel à projets est lancé chaque année pour encourager les initiatives locales et nationales, récompensé par des prix,.

## Naissances

### XVesiècle
- 1499 : Claude de France, reine de France, épouse de François Ier et fille de Louis XII  († 20 juillet 1524).

### XVIesiècle
- 1513 : Sagara Haruhiro daimyo de l'époque Sengoku († 28 août 1555).

### XVIIesiècle
- 1682 : Catherine Opalinska, reine de Pologne, épouse de Stanislas Leszczinski et belle-mère de Louis XV († 19 mars 1747).
- 1698 : Giacomo Ceruti, peintre italien († 28 août 1767).

### XVIIIesiècle
- 1762 : Amateur-Jérôme Le Bras des Forges de Boishardy, militaire français et chef chouan († 17 juin 1795).
- 1768 : Jacques Félix Emmanuel Hamelin, militaire français († 23 avril 1839).
- 1776 : Peter Barlow, mathématicien et physicien britannique († 1er mars 1862).

### XIXesiècle
- 1821 : Rudolf Virchow, médecin et homme politique prussien († 5 septembre 1902).
- 1835 : Alphonse Milne-Edwards, zoologiste français († 21 avril 1900).
- 1891 : Irene Rich, actrice américaine († 22 avril 1988).
- 1895 : Carl Westergren, lutteur suédois, trois fois champion olympique († 5 août 1958).
- 1900 : 
  - Jacques Chabannes, producteur et réalisateur  français († 16 juin 1994).
  - Gerald Marks, compositeur américain († 27 janvier 1997).

### XXesiècle
- 1905 : Yves Allégret, cinéaste français († 31 janvier 1987).
- 1907 : René Radius, résistant et un homme politique français († 14 novembre 1994).
- 1909 : Art Tatum, musicien américain († 5 novembre 1956).
- 1910 : Otto Joachim, musicien canadien († 30 juillet 2010).
- 1912 : Cornel Wilde, acteur et réalisateur américain († 16 octobre 1989).
- 1916 : Henri Schaerrer, officier, résistant français († 13 novembre 1941).
- 1917 : 
  - Léon Balcer, homme politique canadien († 22 mars 1991).
  - Philippe Garigue, politologue et enseignant québécois († 25 mars 2008).
- 1918 : Yvette Thuot, actrice québécoise († 5 décembre 2021).
- 1919 : Hans Hermann Groër, prélat autrichien († 24 mars 2003).
- 1920 : Laraine Day, actrice américaine († 10 novembre 2007).
- 1921 : Yves Montand, chanteur et acteur français († 9 novembre 1991).
- 1923 :
  - Viking Palm, lutteur suédois, champion olympique († 15 janvier 2009).
  - Cyril Shaps, acteur britannique († 1er janvier 2003).
- 1924 : Roberto Eduardo Viola, militaire et chef d'État argentin († 30 septembre 1994).
- 1925 :
  - Lenny Bruce, humoriste, scénariste, acteur et réalisateur américain († 3 août 1966).
  - Carlos Robles Piquer, homme politique espagnol († 8 février 2018).
  - Margaret Thatcher, femme d'État britannique († 8 avril 2013).
- 1926 :
  - Ray Brown, musicien américain († 2 juillet 2002).
  - Wladek Kowalski, catcheur canadien († 30 août 2008).
- 1927 : Lee Konitz, musicien américain († 15 avril 2020).
- 1929 : Walasse Ting, peintre chinois († 17 mai 2010).
- 1930 : Schafik Handal, homme politique salvadorien († 24 janvier 2006).
- 1931 :
  - Raymond Kopa, footballeur français († 3 mars 2017).
  - Eddie Mathews, joueur de baseball américain († 18 février 2001).
  - Pierre Rolland, musicien, critique musical et pédagogue québécois († 29 novembre 2011).
- 1932 : Liliane Montevecchi, actrice, danseuse et chanteuse française († 29 juin 2018).
- 1933 : Raynald Fréchette, homme politique canadien († 20 mars 2007).
- 1934 : Nana Mouskouri (Ioánna Moúskhouri dite), chanteuse grecque.
- 1935 : Pierre Dhainaut, poète et écrivain français.
- 1937 : Sami Frey (Sami Frei dit), comédien français.
- 1940 :
  - Chris Farlowe (John Henry Deighton dit), chanteur britannique.
  - Pharoah Sanders (Farrell Sanders dit), musicien américain († 24 septembre 2022).
- 1941 : Paul Simon, chanteur et musicien américain.
- 1942 :
  - Bob Bailey, joueur de baseball américain († 9 janvier 2018).
  - Pamela Tiffin, actrice américaine († 2 décembre 2020).
- 1944 : Jean-Claude Bouttier, boxeur puis consultant français de boxe à la télévision († 3 août 2019).
- 1945 : Christophe (Daniel Bevilacqua dit), chanteur français († 16 avril 2020).
- 1946 : Max Méreaux, compositeur français.
- 1947 : Sammy Hagar, musicien américain du groupe Van Halen.
- 1948 : Nusrat Fateh Ali Khan, musicien pakistanais († 16 août 1997).
- 1949 : 
  - Patrick Nève, pilote automobile belge († 12 / 13 mars 2017).
  - Aldona Česaitytė-Nenėnienė, joueuse de handball lituanienne, double championne olympique († 3 avril 1999).
- 1950 : Annegret Richter, athlète allemande, championne olympique sur 100 m.
- 1952 : 
  - Michael R. Clifford, astronaute américain († 28 décembre 2021).
  - John Lone (Ng Kwok-leung dit Zun Long / 尊龍 / Dzyn Lung en cantonais, ou), acteur sino-américain.
- 1955 : 
  - Patrick Dewael, homme politique belge.
  - Krzysztof Surlit, footballeur puis entraîneur polonais († 23 septembre 2007).
- 1956 : Chris Carter, producteur et scénariste américain.
- 1957 : Arturo Brachetti, artiste italien.
- 1959 : Marie Osmond, chanteuse américaine.
- 1960 : Arturo Ramos Hernández, joueur cubain de water-polo.
- 1961 : Abderrahmane Sissako, réalisateur mauritanien.
- 1962 :
  - Kelly Preston, actrice américaine, scientologue et épouse de John Travolta († 12 juillet 2020).
  - Jerry Rice, américain, joueur de football américain.
- 1964 :
  - Niè Hǎishèng, taïkonaute chinois.
  - Gordy Hoffman, scénariste américain.
  - Christopher Judge, acteur américain.
- 1965 :
  - Eric Blanc, humoriste et imitateur franco-béninois.
  - Johan Museeuw, coureur cycliste belge.
  - Philippe Torreton, acteur français et normand.
  - Merete Pryds Helle, écrivaine danoise, romancière, auteure de nouvelles et de romans d'enfance et de jeunesse et poétesse.
- 1967 :
  - Javier Sotomayor, athlète de saut en hauteur cubain.
  - Kate Walsh, actrice américaine.
- 1968 :
  - Tisha Campbell-Martin, actrice américaine.
  - Arnaud Gidoin, humoriste et animateur de télévision français.
  - Carlos Marin, artiste lyrique espagnol du groupe Il Divo. († 19 décembre 2021).
  - Kay Bluhm, kayakiste allemand, champion olympique.
- 1969 : 
  - Nancy Kerrigan, patineuse américaine.
  - David Peña Dorantes, pianiste espagnol.
- 1970 :
  - Paul Potts, ténor britannique, gagnant de la première saison de Britain's Got Talent.
  - Régis Racine, joueur puis entraîneur français de basket-ball.
- 1971 : 
  - Sacha Baron Cohen, acteur et humoriste britannique.
  - Pýrros Dímas, haltérophile grec d'origine albanaise, triple champion olympique.
- 1972 :
  - Gaëtan Roussel, chanteur français et rodézien des groupes Louise Attaque puis Tarmac.
  - Summer Sanders, nageuse et animatrice de télévision américaine.
  - Filiberto Ascuy, lutteur cubain, double champion olympique.
- 1973 :
  - Brian Dawkins, joueur américain de football américain.
  - Peter Dumbreck, pilote de courses automobile d'endurance écossais.
  - Neil Strauss, coach en séduction pour homme américain.
- 1976 : Jennifer Sky, actrice américaine.
- 1977 :
  - Paul Pierce, basketteur américain.
  - Kiele Sanchez, actrice américaine.
  - Katrin Wagner-Augustin, kayakiste allemande, quadruple championne olympique.
- 1978 :
  - Marie Ferdinand-Harris, basketteuse américaine.
  - Jermaine O'Neal, basketteur américain.
- 1979 :
  - Mamadou Niang, footballeur sénégalais.
  - Karim Ouattara, basketteur franco-malien.
- 1980 :
  - Ashanti (Ashanti Shequoiya Douglas dite), chanteuse américaine.
  - Marc-André Bergeron, hockeyeur canadien.
  - Marcel Marcilloux, fleurettiste français.
- 1982 : 
  - Ian Thorpe, nageur australien, quintuple champion olympique.
  - Paul Crosty, joueur de hockey sur glace canadien
  - Stéphanie Loire, animatrice de télévision et de radio française.
- 1983 : Yougnam Yu, joueur de rugby sud-coréen.
- 1984 : Gift Leremi, footballeur sud-africain († 3 septembre 2007).
- 1987 : Zachery Peacock, basketteur américain.
- 1988 : Norris Cole, basketteur américain.
- 1989 : Slimane (Slimane Nebchi dit), chanteur français.
- 1995 : Park Jimin (박지민 en hangeul), chanteur et danseur sud-coréen, faisant partie du groupe Bangtan Boys.
- 1999 : Moses Brown, basketteur américain.

### XXIesiècle
- 2001 : Caleb McLaughlin, acteur américain.
- 2010 : Anastasia Tyurina, joueuse de balalaïka russe.

## Décès

### Iersiècle
- 54 : Claude (1er), Lyonnais contemporain du Christ, 4e empereur romain de 41 à cette mort (° 1er août 10 av. J.-C.).

### Xesiècle
- 996 : Abu Mansur Nizar al-Aziz Billah, calife fatimide (° 10 mai 955).

### XIIesiècle
- 1131 : Philippe de France, fils aîné du roi Louis VI le Gros (° 29 août 1116).
- 1174 : Pétronille, reine d'Aragon (° 29 juin 1136).

### XIIIesiècle
- 1282 : Nichiren, religieux japonais, fondateur du Bouddhisme de Nichiren le 28 avril 1253 (° 16 février 1222).

### XIVesiècle
- 1311 : Enguerrand IV de Coucy, vicomte de Meaux (° v. 1228).

### XVesiècle
- 1453 : Jacques Ier de Bade, margrave de Bade de 1431 à 1453 (° 15 / 14 mars 1407).

### XVIIesiècle
- 1622 : François III, duc de Rethel (° 17 juin 1607).

### XVIIIesiècle
- 1703 : Marie Courtois épouse Nattier, miniaturiste française (° 1655).

### XIXesiècle
- 1803 : Louis-Claude de Saint-Martin, philosophe français (° 18 janvier 1743).
- 1815 : Joachim Murat, militaire français et roi de Naples (° 25 mars 1767).
- 1822 : Antonio Canova, sculpteur italien (° 1er novembre 1757).
- 1842 : Anna Rimbaut-Borrel, peintre française (° 9 mars 1817) ;
- 1866 : William Hopkins, géologue et mathématicien britannique (° 2 février 1793).
- 1869 : Charles-Augustin Sainte-Beuve, écrivain français (° 23 décembre 1804).
- 1886 : Ludovic d'Ursel, homme politique belge (° 28 février 1809).
- 1899 : Albert Allen, footballeur anglais (° 1er avril 1867).
- 1900 : Adolphe Cochery, homme politique français (° 26 août 1819).

### XXesiècle
- 1908 : Serranito, matador espagnol (° 21 décembre 1883).
- 1909 : Francisco Ferrer, pédagogue espagnol (° 10 janvier 1859).
- 1937 : Kazimierz Nowak, explorateur polonais (° 11 janvier 1897).
- 1938 : Elzie Crisler Segar, auteur de bande dessinée américain (° 8 décembre 1894).
- 1945 : Milton S. Hershey, industriel et philanthrope américain (° 13 septembre 1857).
- 1952 : Gaston Baty, homme de théâtre français (° 26 mai 1885).
- 1955 : Alexandrina Maria da Costa, mystique portugaise béatifiée en 2004 (° 30 mars 1904).
- 1956 : 
  - Madeleine Danielou, pédagogue française, fondatrice (° 16 novembre 1880).
  - Otto Tangen, coureur norvégien du combiné nordique (° 28 janvier 1886).
  - Augustin Jean Ukken, prêtre catholique syro-malabar, vénérable (° 19 décembre 1880).
- 1961 :
  - Marcel Gimond, sculpteur français (° 27 avril 1894).
  - Louis Rwagasore, prince, et premier ministre du Burundi, assassiné (° 10 janvier 1932).
- 1965 : Conrad « Connie » Rasinski, réalisatrice américaine (° 28 janvier 1907).
- 1966 : Clifton Webb, acteur américain (° 11 novembre 1889).
- 1971 : Stafford Smythe, gestionnaire de hockey sur glace canadien (° 15 mars 1921).
- 1974 :
  - Marcel André, acteur français (° 2 janvier 1885).
  - Ed Sullivan, animateur de télévision américain (° 28 septembre 1901).
- 1979 : Rebecca Clarke, compositrice de musique classique et une altiste britannique (° 27 août 1886).
- 1981 : Jean Renaudie, architecte et urbaniste français (° 8 juin 1925).
- 1985 : Francesca Bertini, actrice italienne du cinéma muet (° 11 avril 1892).
- 1990 : Lê Đức Thọ, homme politique et diplomate vietnamien (° 14 octobre 1911).
- 1991 : Agustín Rodríguez Sahagún, homme politique espagnol (° 27 avril 1932).
- 1995 :
  - Mia Riddez, actrice et scénariste canadienne (° 28 février 1914).
  - Henry Roth, écrivain américain (° 8 février 1906).
- 1996 : Beryl Reid, actrice britannique (° 17 juin 1919).
- 1997 :
  - Ian Stuart Black, écrivain et scénariste britannique (° 21 mars 1915).
  - Adil Çarçani, homme politique albanais (° 15 mai 1922).
  - Joyce Compton, actrice américaine (° 27 janvier 1907).
  - Richard Mason, écrivain britannique (° 16 mai 1919).
- 1998 :
  - Thomas Byberg, patineur de vitesse norvégien (° 18 septembre 1916).
  - Valdemar Kendzior, footballeur danois (° 26 janvier 1926).
- 2000 : Jean Peters, actrice américaine (° 15 octobre 1926).

### XXIesiècle
- 2002 : 
  - Stephen Ambrose, historien américain (° 10 janvier 1936).
  - Eileen Southern, musicologue afro-américaine (° 19 février 1920)
- 2004 :
  - Maurice Marois, médecin français (° 17 février 1922).
  - Georges Oudot, peintre et sculpteur français (° 28 juillet 1928).
- 2005 :
  - Myra Cree, animatrice de télévision canadienne (° 1937).
  - Louis Polonia, footballeur français (° 8 janvier 1935).
- 2006 : Dino Monduzzi, cardinal italien (° 2 avril 1922).
- 2007 :
  - Bob Denard, mercenaire français (° 7 avril 1929).
  - Alec Kessler, basketteur américain (° 13 janvier 1967).
- 2008 :
  - Alexei Cherepanov, hockeyeur russe (° 15 janvier 1989).
  - Guillaume Depardieu, acteur français (° 7 avril 1971).
  - Antonio José González Zumárraga, prélat équatorien (° 18 mars 1925).
  - Françoise Seigner, comédienne française (° 7 avril 1928).
- 2009 : Al Martino (Alfred Cini dit), chanteur et acteur américain (° 7 octobre 1927).
- 2010 : Gérard Berliner, chanteur français (° 5 janvier 1956).
- 2011 : Abdoulaye Seye, athlète de sprint français puis sénégalais (° 30 juillet 1934).
- 2012 : Georges Chaulet, écrivain français pour la jeunesse (° 25 janvier 1931).
- 2014 : Ali Mazrui, universitaire kényan (° 24 février 1933).
- 2016 :  
  - Dario Fo, écrivain italien, prix Nobel de littérature en 1997 (° 24 mars 1926).
  - Rama IX, roi de Thaïlande de 1946 à 2016 (° 5 décembre 1927).
  - Tonino Valerii, cinéaste italien (° 20 mai 1934).
- 2019 :
  - Roger Auvin, commerçant et supercentenaire français, doyen des français de 2016 à 2019 (° 20 mars 1908).
  - Robert Clarke, journaliste scientifique, producteur et animateur de télévision, et écrivain français (° 9 janvier 1922).
- 2020 : Jean Schalit, journaliste, homme de presse et écrivain français (° 7 juillet 1936).
- 2023 : 
  - Mohamadou Abbo Ousmanou, homme d'affaires camerounais (° vers 1936).
  - Sonia del Rio, danseuse canadienne (° 29 janvier 1940).
  - Robert Demers, avocat, administrateur et financier canadien (° 10 octobre 1937).
  - Louise Glück, poétesse américaine (° 22 avril 1943).
  - Michel Lapierre, écrivain et journaliste canadien (° 12 mai 1953).
  - Mourad Abou Mourad, haut commandant palestinien (° 23 janvier 1978).
  - Hubert Reeves, astrophysicien canadien (° 13 juillet 1932).
  - Hugh Russell, boxeur irlandais (° 15 décembre 1959).
  - Jean-Jacques Seymour, journaliste et essayiste français (° 31 juillet 1949).
- 2024 :
  - Dominiq Fournal, artiste plasticien belge (° 27 janvier 1956).
  - Peter Fregene, footballeur international nigérian (° 17 mai 1947).
  - Janne Puhakka, hockeyeur sur glace finlandais (° 24 février 1995).
  - Alexandre Smolenski, entrepreneur et homme d'affaires, soviétique puis russe (° 6 juillet 1954).

## Célébrations
- Nations unies : journée internationale de prévention des catastrophes[10].

- Fêtes religieuses romaines : Fontinalia en l'honneur de Fontus.
- Christianisme : station dans la fondation de Pierre avec déposition des XL / 40 martyrs de Sébaste, lecture de I Thess. 3, 7-13 et Mt. 13, 44(-52) ou Mt. 20, 1-16 dans le lectionnaire de Jérusalem.

### Saints chrétiens

#### Catholiques et orthodoxes
Saints du jour, :
- Antonin de Marseille († 580), évêque de Marseille.
- Benoît de Tronto (it) († 304), soldat martyr dans la ville éponyme.
- Berthold de Cambrai († 627), 5e évêque de Cambrai.
- Carpe († Ier siècle), disciple de Paul de Tarse.
- Comgan († VIIe siècle), ou Congan, abbé à Iona (Écosse)
- Ebbon de Sens († 743), 31e évêque de Sens.
- Fauste de Cordoue († 304), Janvier et Martial, martyrs à Cordoue.
- Florent de Thessalonique († 350), martyr à Thessalonique.
- Fyncane († 526), et Findoche, vierges dans le Leinster.
- Géraud d'Aurillac († 909), fondateur de l'abbaye d'Aurillac.
- Léobon de Salagnac († VIe siècle), ermite à Saint-Étienne-de-Fursac.
- Lubence (de) († 584), prêtre à Kobern-Gondorf.
- Marcel († 310), Adrien, et leurs compagnons martyrs en Chalcédoine.
- Nicétas (IXe siècle), moine.
- Réginbald († 1039), ou Reginbaud, évêque de Spire.
- Romule de Gênes († 360), évêque de Gênes.
- Simpert († 807) - ou Simbert -, évêque d'Augsbourg.
- Théophile d'Antioche († 181), 7e évêque d'Antioche.
- Venant de Tours († Ve siècle), abbé de la basilique Saint-Martin de Tours[13].

#### Saints et bienheureux catholiques
Saints et béatifiés du jour :
- Alexandrina Maria da Costa († 1955), bienheureuse mystique laïque portugaise.
- Chélidoine de Subiaco (it) († 1152), ermite à Subiaco (Italia).
- Gérard de Martigues († 1120), bienheureux originaire de Martigues, fondateur de l'ordre de Saint-Jean de Jérusalem.
- Giovanni Fornasini († 1944), bienheureux prêtre italien et martyr.
- Madeleine Panattieri († 1503), bienheureuse tertiaire dominicaine italienne.
- Pierre-Adrien Toulorge († 1793), bienheureux prêtre prémontré, martyr de la Révolution française.

#### Saints orthodoxes
Saints du jour, aux dates parfois "juliennes" ou orientales :
- Alexis († 1934), Alexis d'Ugine, prêtre, dont translation des reliques à Bussy-en-Othe, en 2005, fête principale le 22 août.
- Benjamin (XIVe siècle), ermite.
- Chrysie († 1795), Chrysie de Slatina, néo-martyre en Bulgarie.

### Prénoms du jour
Bonne fête aux Géraud (voir les Gérald, Géraldine (?) etc. des 5 décembre ; Gérard des 3 octobre, aussi par un autre saint ci-dessus, etc.).
Et aussi aux :
- Fauste et ses variantes : Faust, Faustin(o) ou Fausto ; ainsi que leurs formes féminines Fausta, Faustine/-a.
- Luner et ses variantes autant bretonnes : Launeuc, Lénor, Léonor, Lormel ; et pas : Lunaire, etc.
- Théophile et ses diminutif et variantes : Théo et Théophyle ; leurs formes féminines : Théophila et Théophilia (20 décembre).

## Traditions et superstitions

### Coutumes
- Dans les monts du Cantal et l'Aubrac, aux confins du Massif central de France, le jour de la saint-Géraud était la date de la transhumance d'automne avec la descente des troupeaux quittant les estives.
- À Aurillac même, préfecture de l'actuel département du Cantal, c'est le jour de la foire de la Saint-Géraud.

### Dicton du jour
- « L'été de saint-Géraud ne dure que trois jours[14]. » (voir été indien, 13 septembre, 29 septembre, 11 novembre, etc.)
- « Pour la saint-Géraud, les châtaignes font le chaud[15]. »
- « Souvent à la saint-Géraud, nous arrivent trois jours de beau[16]. »

### Astrologie
- Signe du zodiaque : 20e jour de la Balance.

## Toponymie
- Plusieurs voies, places, sites ou édifices de pays ou provinces francophones contiennent la date du jour dans leur nom sous différentes graphies éventuelles : voir Treize-Octobre.